# Судиловичи (Брестская область)
Судиловичи (бел. Судзілавічы) — деревня в Берёзовском районе Брестской области Белоруссии. Входит в состав Междулесского сельсовета.

## География
Деревня находится в центральной части Брестской области, при автодороге Н-26118, на расстоянии приблизительно 18 километров (по прямой) к юго-юго-востоку от города Берёза, административного центра района. Абсолютная высота — 147 метров над уровнем моря. Площадь населённого пункта — 1,347 км².

## История
По состоянию на 1905 год, в Судиловичах проживал 381 человек. В административном отношении деревня входила в состав Черняковской волости Пружанского уезда Гродненской губернии.
Согласно Рижскому мирному договору (1921), деревня вошла в состав межвоенной Польши. Входила в состав гмины Матиевичи Пружанского повета Полесского воеводства Польши. В 1921 году числилось 353 жителя, проживавших в 68 домах. В этническом составе населения того периода белорусы составляли 100 %. В конфессиональном составе населения преобладали православные христиане (100 %).
С 1939 года в БССР.

## Население
По данным переписи 2019 года, в деревне проживало 172 человека.
| Год  | Население, человек |
| ---- | ------------------ |
| 1905 | 381                |
| 1921 | ↘ 353              |
| 2009 | ↘ 225              |
| 2019 | ↘ 172              |